# Kap Philippi
Das Kap Philippi ist ein 490 m hohes Felsenkliff an der Scott-Küste des ostantarktischen Viktorialands. Das Kap markiert das östliche Ende der D’Urville Wall und die Nordseite der Mündung des David-Gletschers in das Rossmeer in Form der Drygalski-Eiszunge. 
Das Kap wurde von Teilnehmern der Nimrod-Expedition (1907–1909) unter der Leitung des britischen Polarforschers Ernest Shackleton entdeckt. Benannt ist es nach dem deutschen Geologen Emil Philippi (1871–1910), einem Mitglied der Gauß-Expedition (1901–1903).